# Lago di Silvaplana
Il lago di Silvaplana (tedesco: Silvaplanersee; romancio: lej da Silvaplauna) prende il suo nome dalla località sulle sue sponde ed è situato nel cantone dei Grigioni, in Svizzera. È adagiato sul fondovalle engadinese ai piedi del Passo del Giulia, ed è situato fra i laghi di Sils e di St. Moritz.
Questo lago è adatto per la navigazione con la barca a vela e anche con il kitesurf. Grazie alla sua posizione geografica, la zona è costantemente colpita dai venti provenienti dal Passo del Maloja.

## Galleria d'immagini

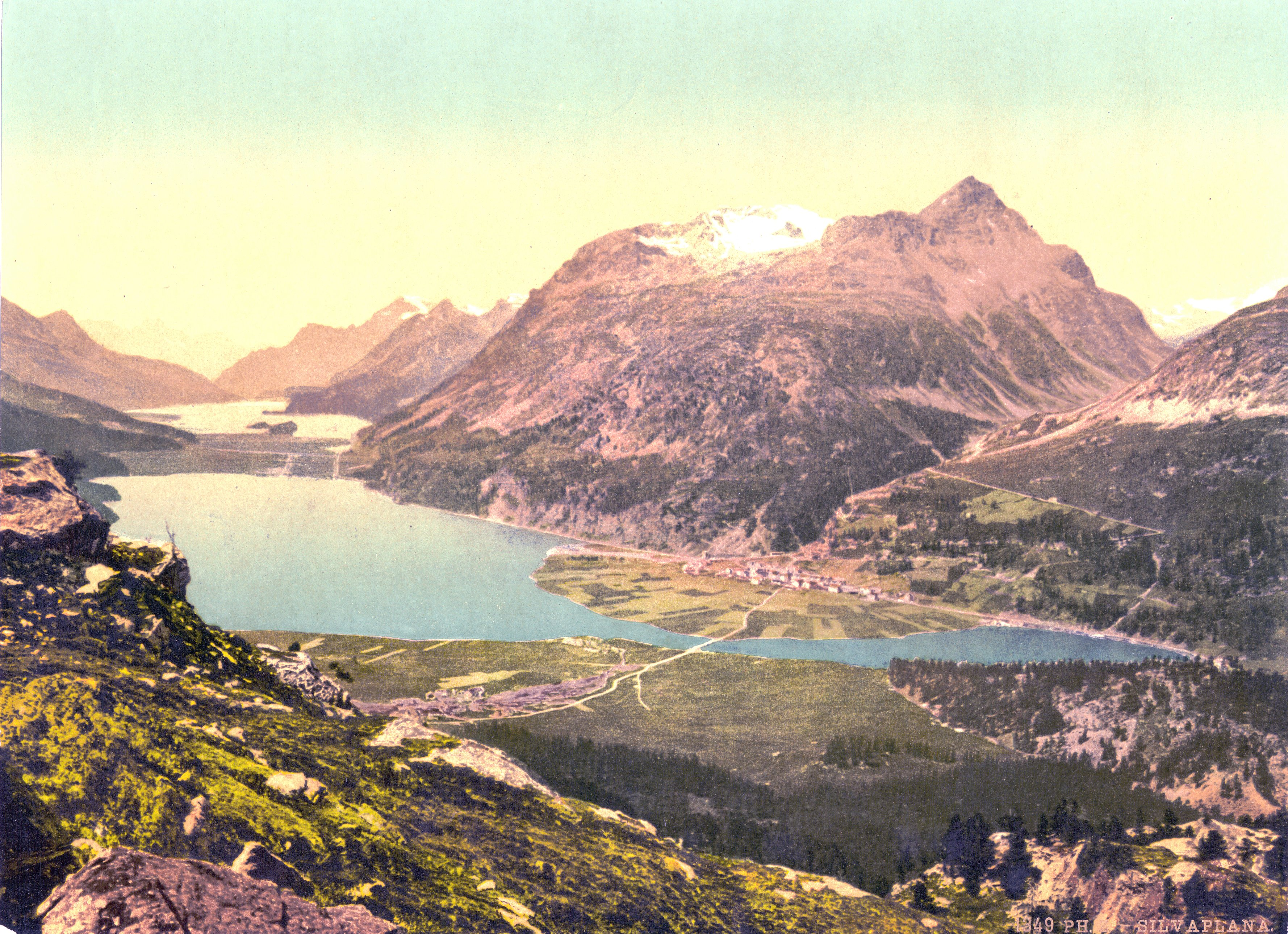
Fotografia d'inizio Novecento del lago.
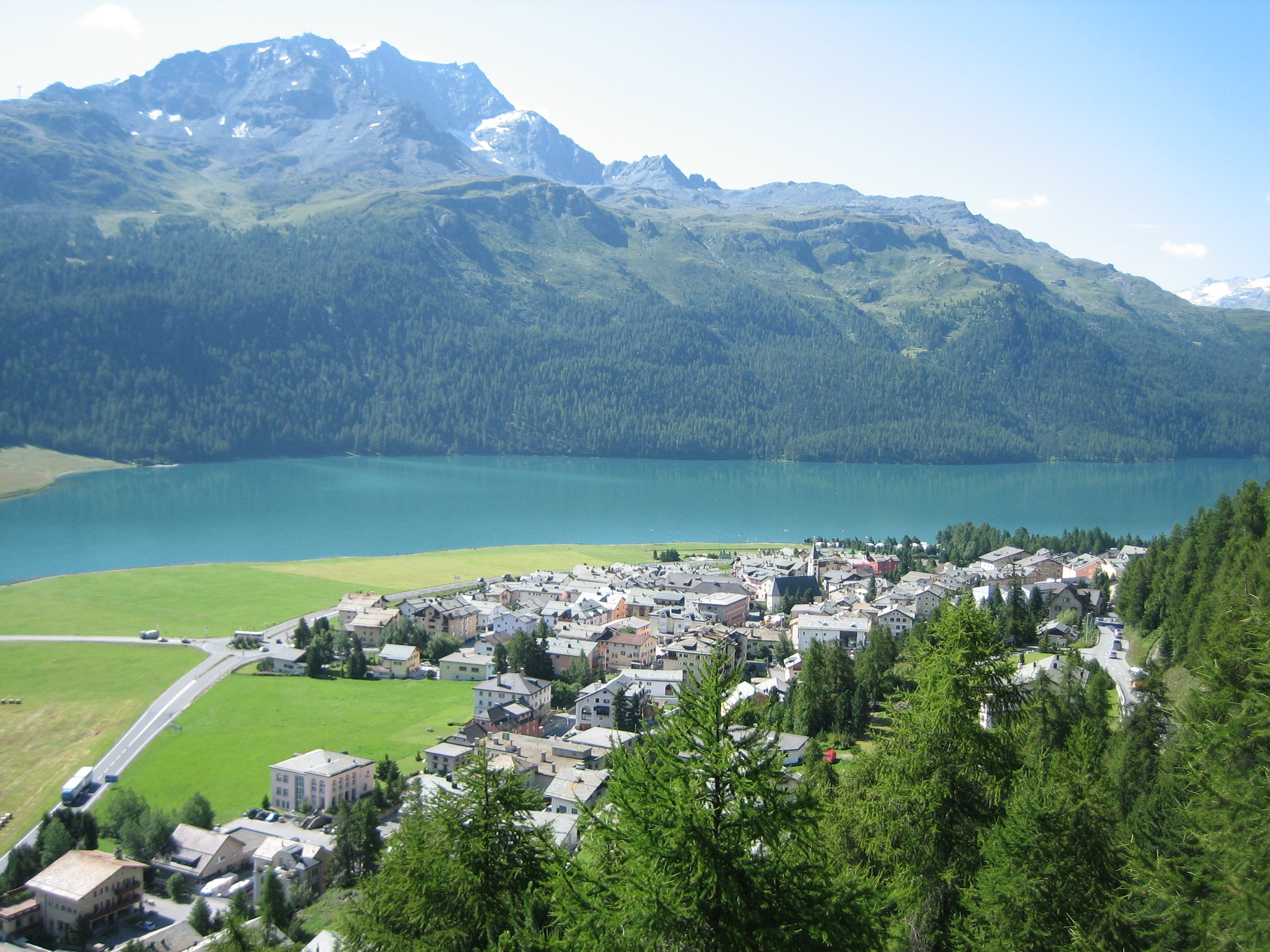
Vista dall'alto di Silvaplana e del suo lago.
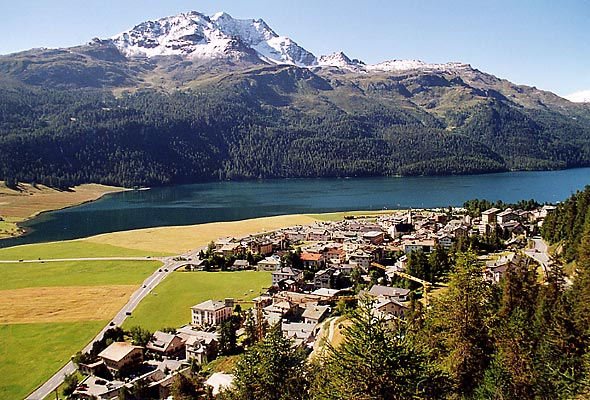
Il lago di Silvaplana